# Ninh Binh

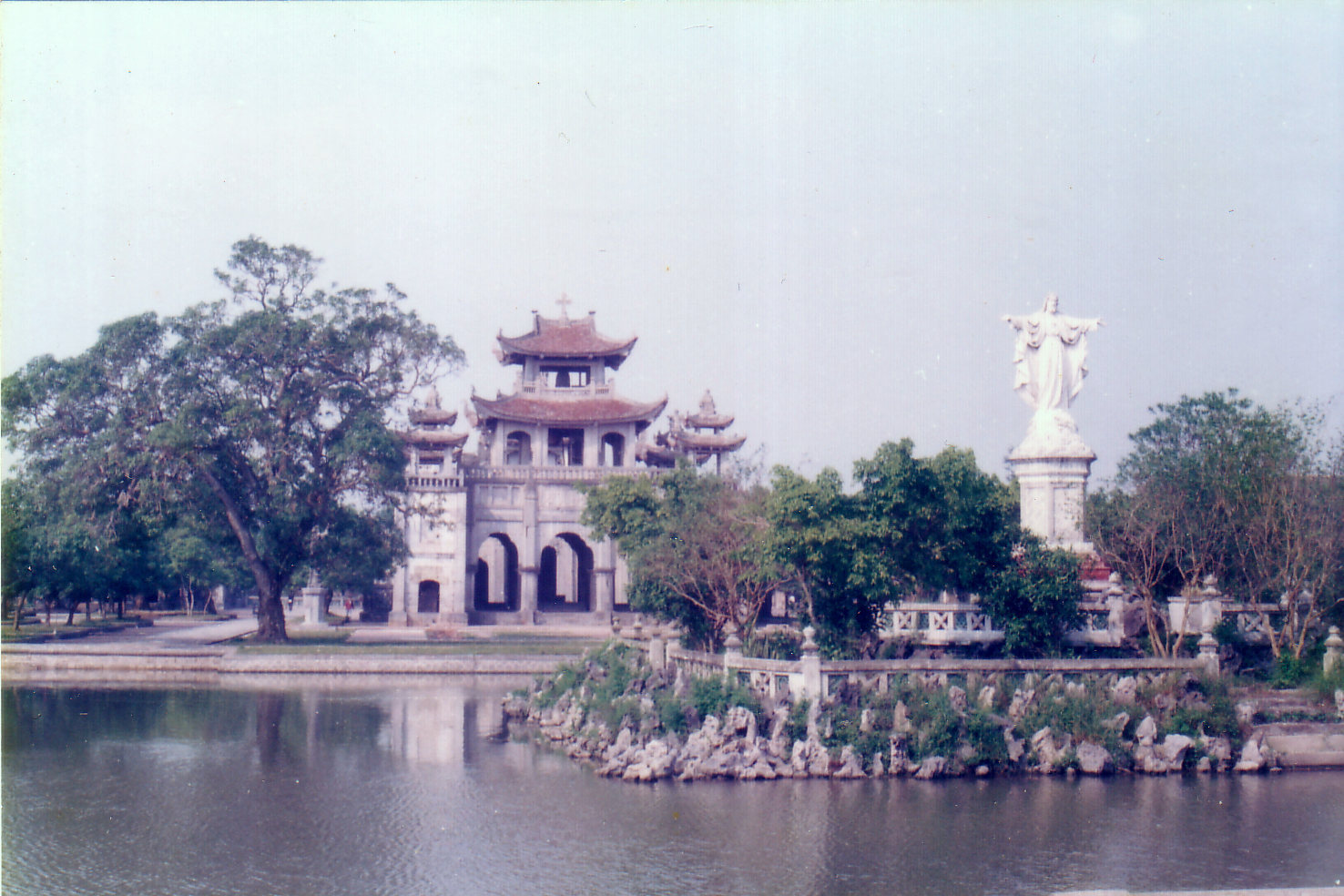
Ninh Binh

Ninh Binh (vietnamita: Ninh Bình) é uma província do Vietnã.
Nela está localizada a maior reserva natural do país, o Parque Nacional Cúc Phương, um dos locais mais importantes para a biodiversidade no Vietnã.

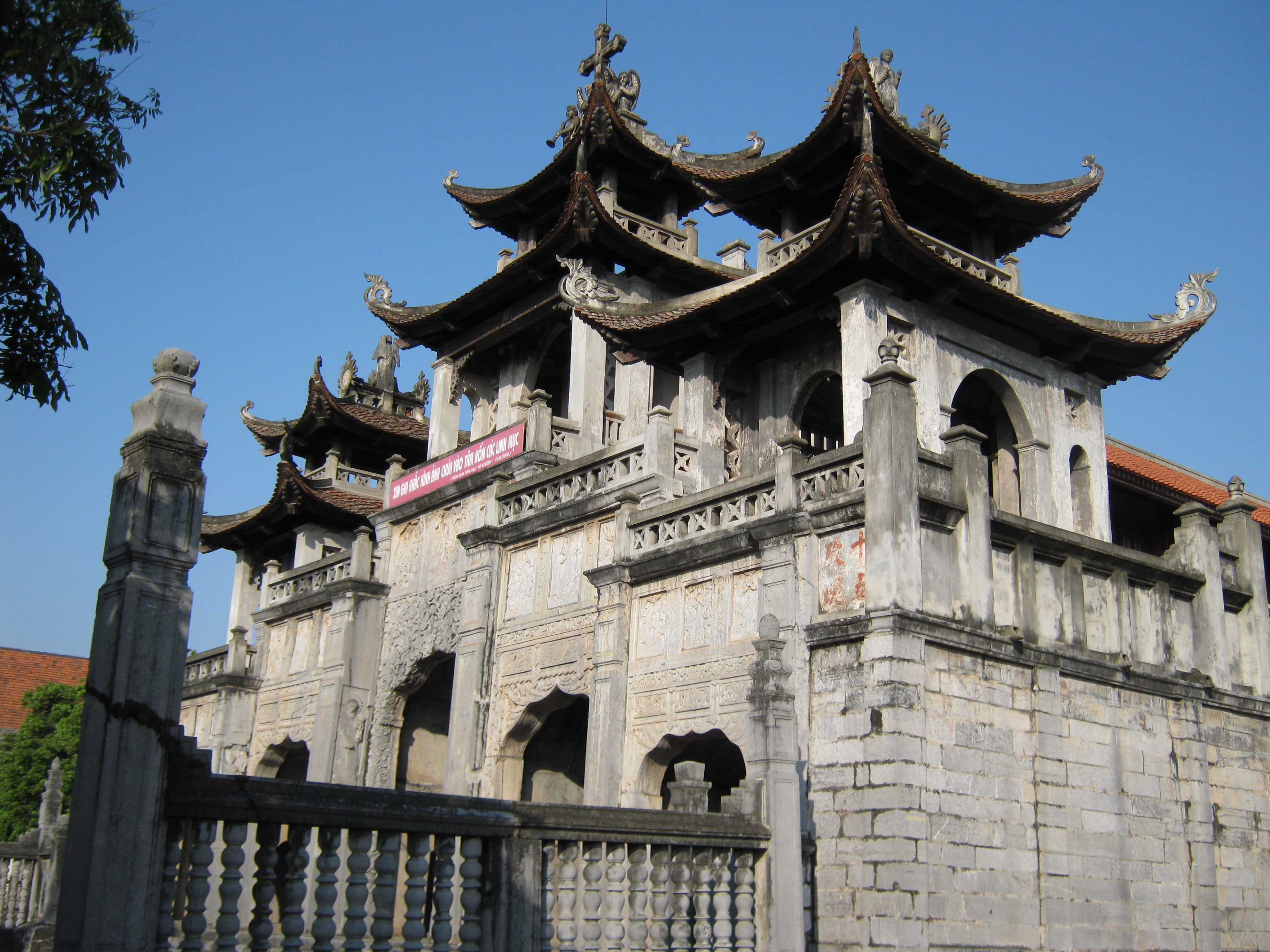
Phat Diem-Ninh Binh
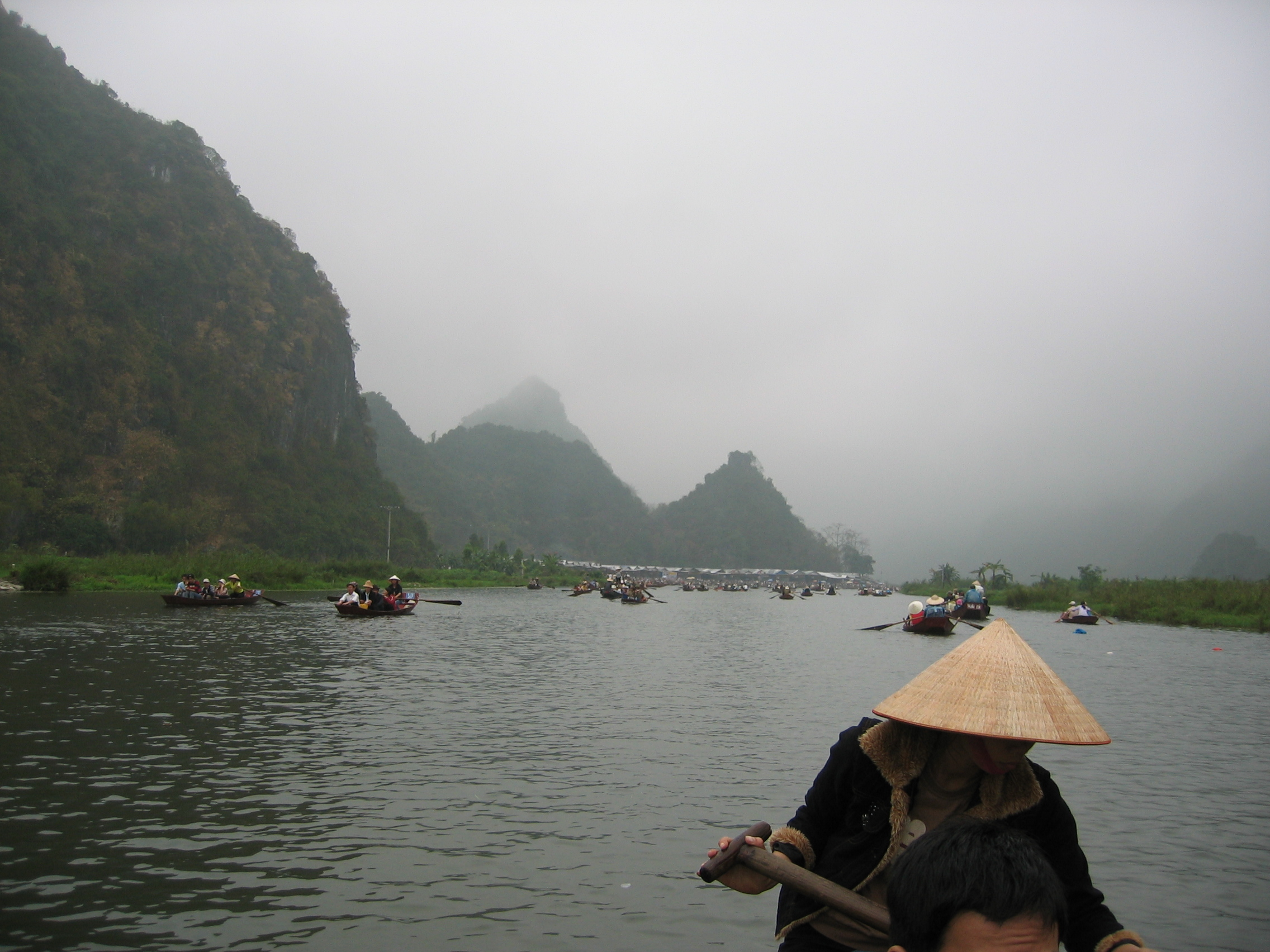
trois grottes-Ninh Binh
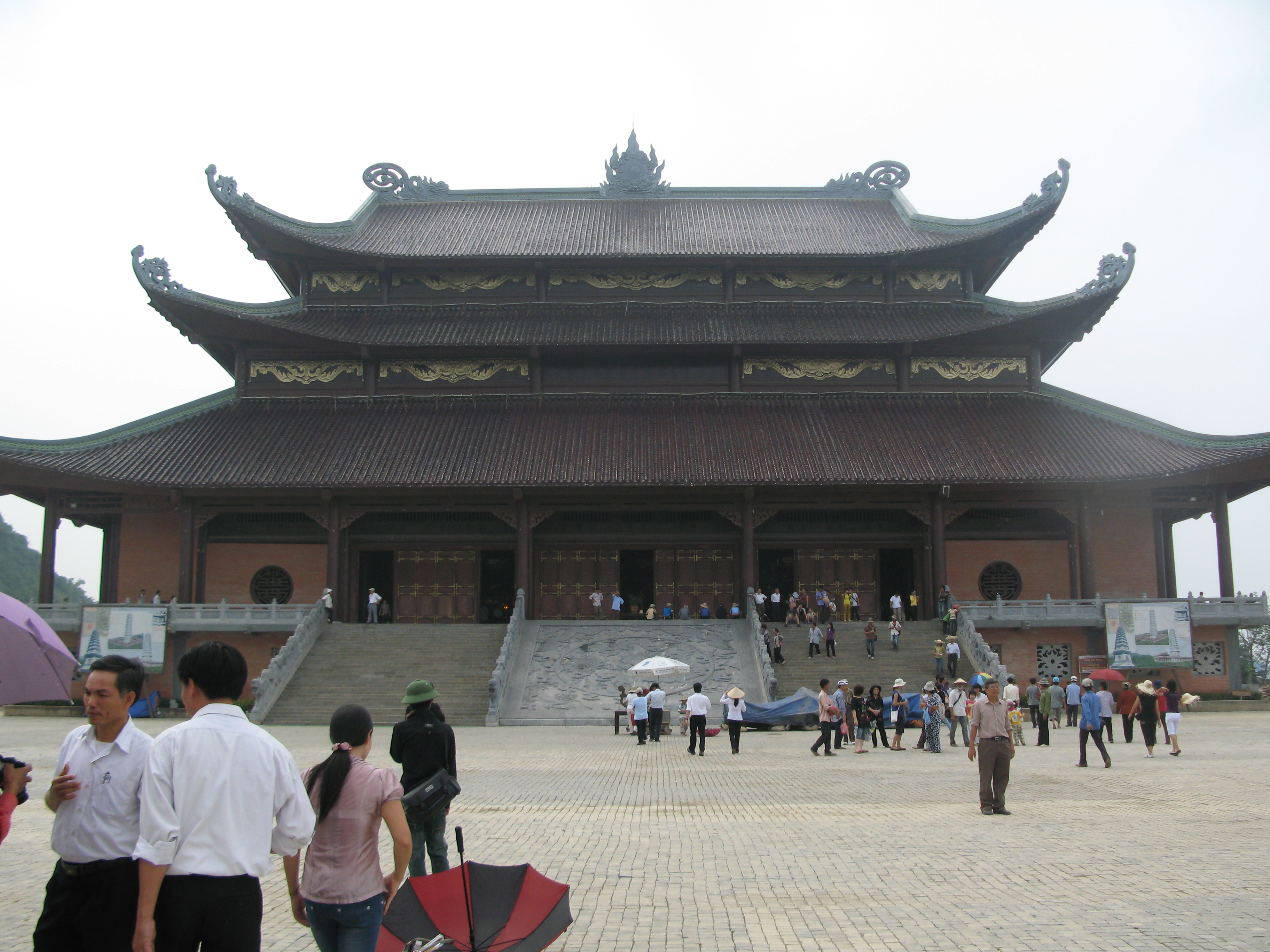
Bái Đính -Ninh Binh
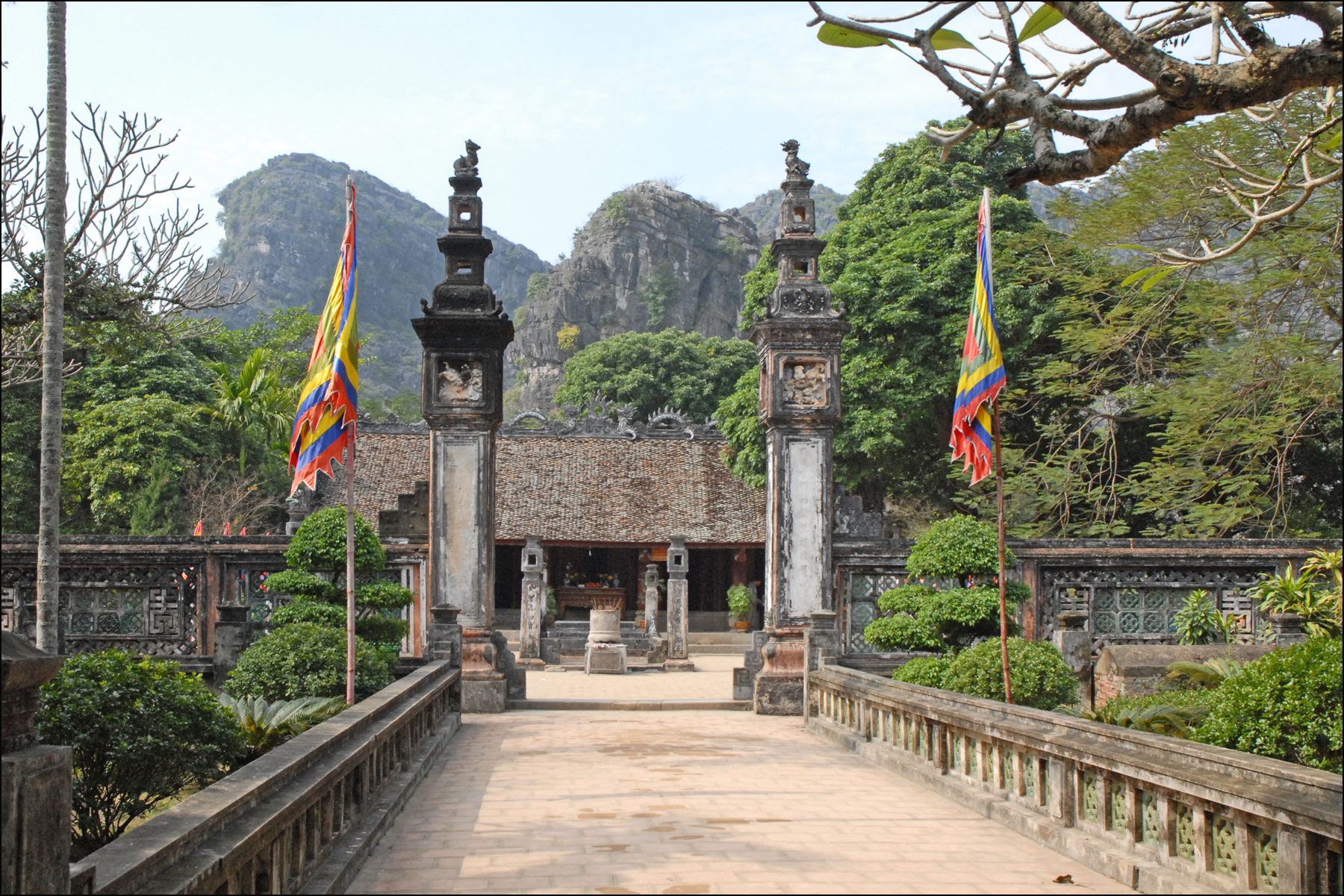
Hoa Lu
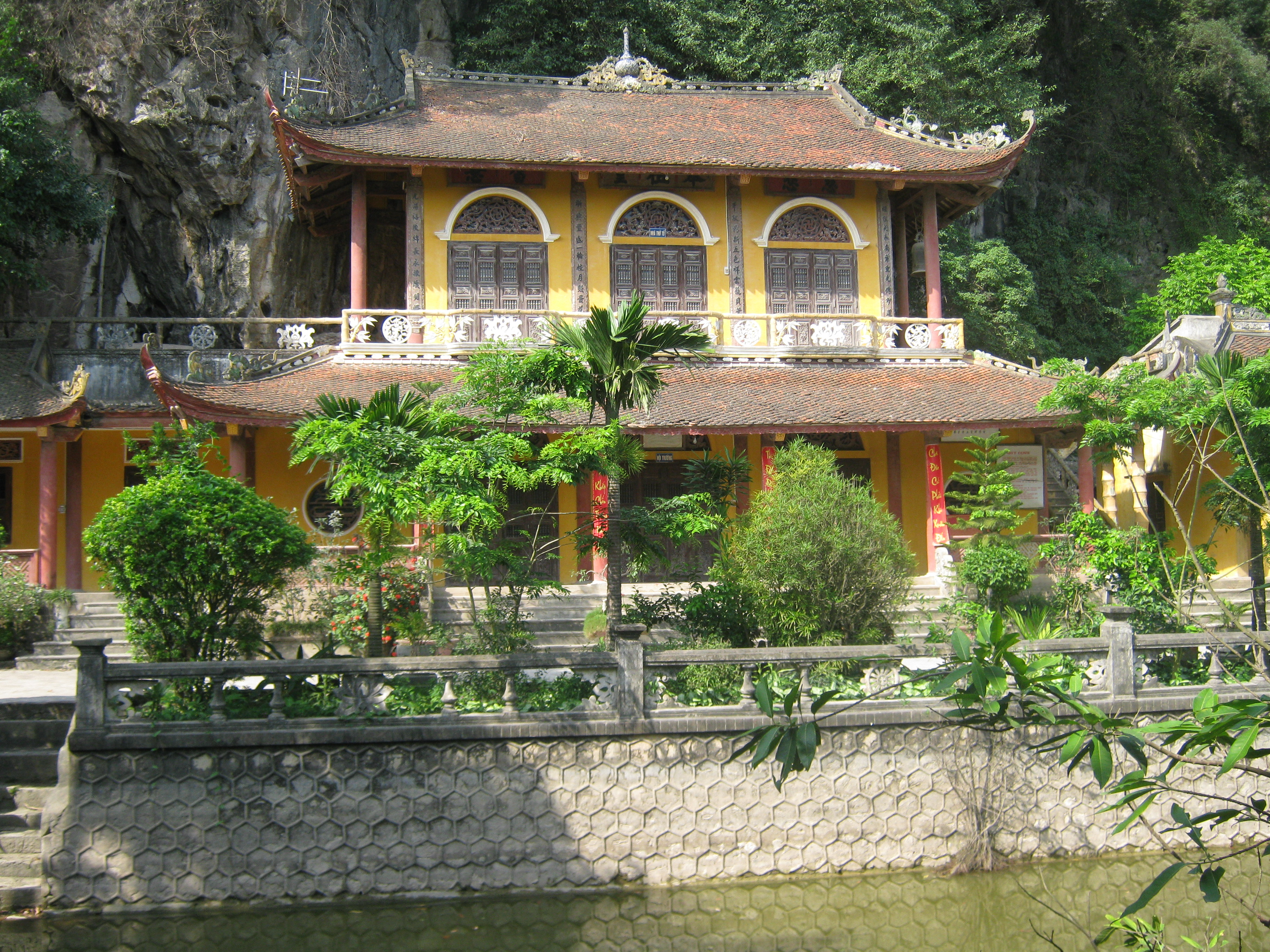
Dinh Long-Ninh Binh
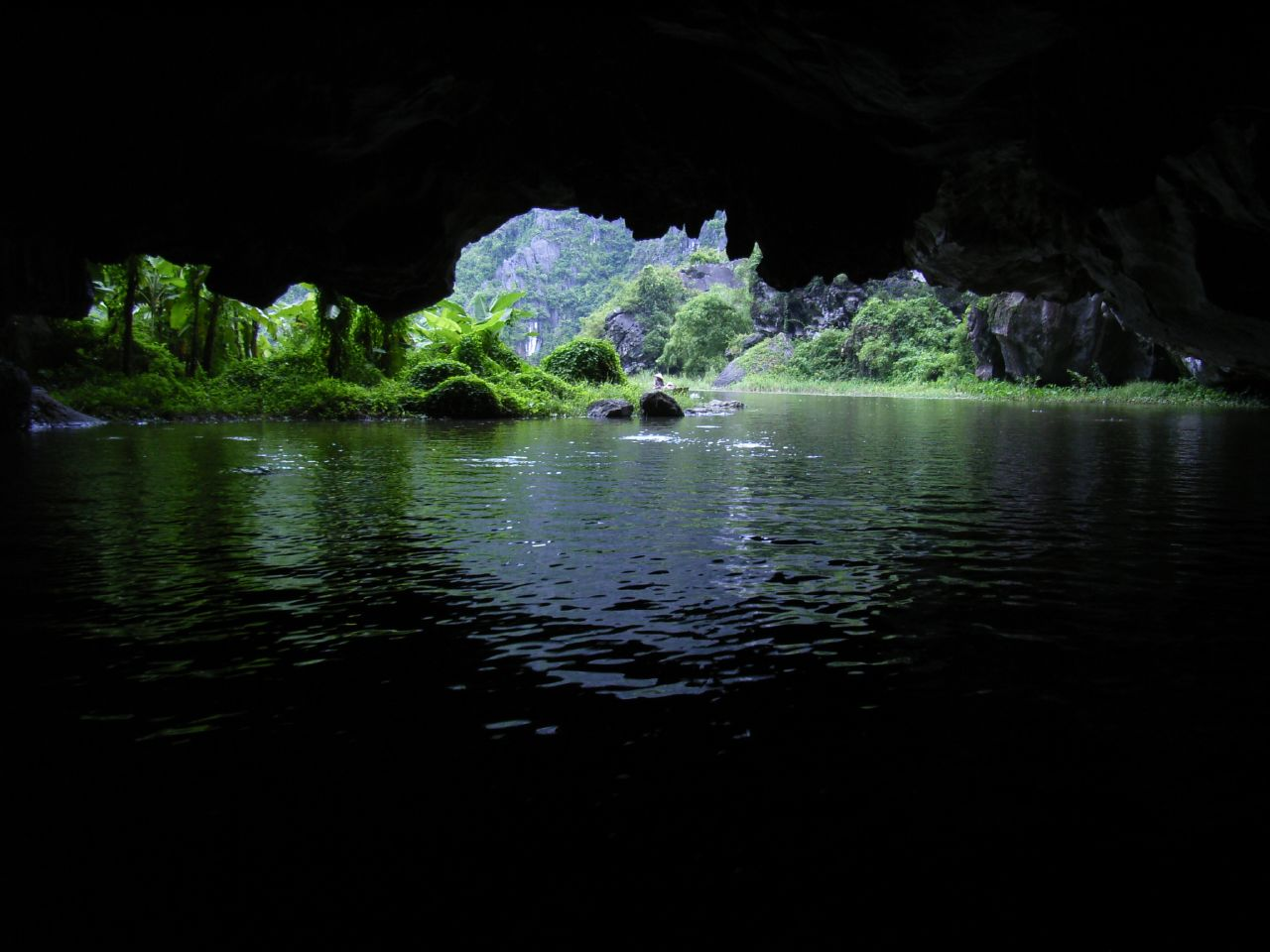
Tam Coc - Bich Dong